# یواس‌اس گرینر (دی‌یی-۳۷)
یواس‌اس گرینر (دی‌یی-۳۷) (به انگلیسی: USS Greiner (DE-37)) یک کشتی بود. این کشتی در سال ۱۹۴۳ ساخته شد.